# Tratado de Batman

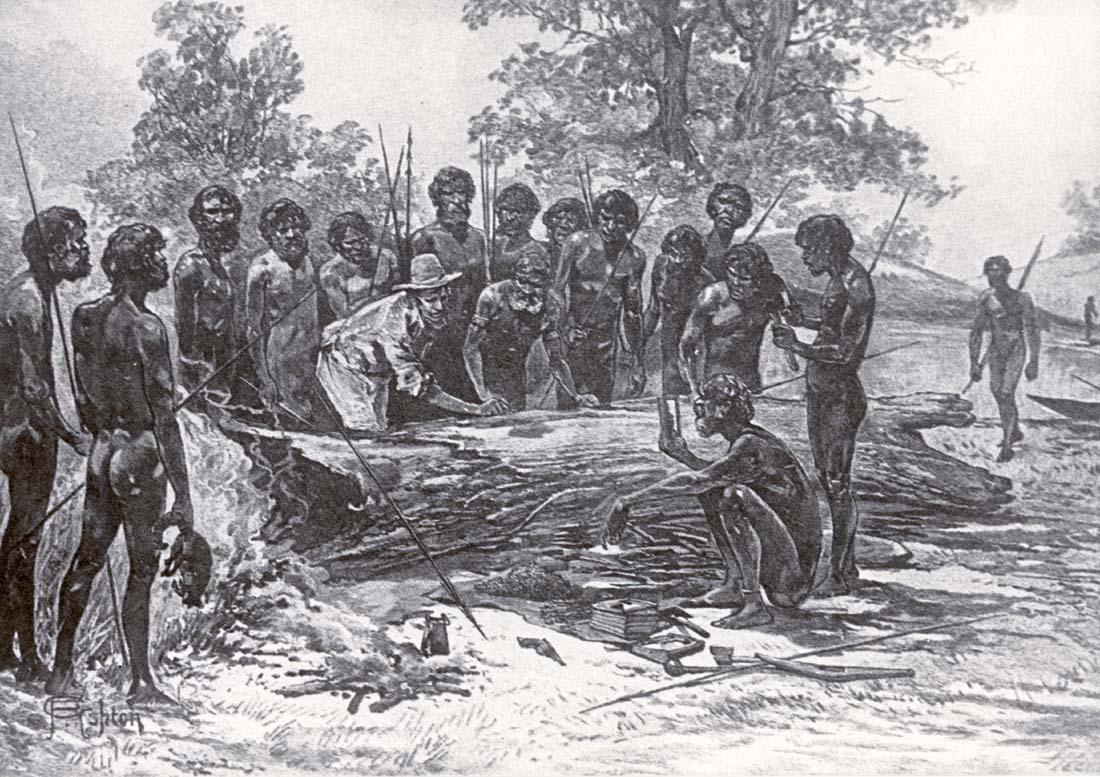
Interpretação artística de 1880 do Tratado sendo assinado

 Tratado de Batman foi um acordo entre John Batman, um explorador, pecuarista e empresário Australiano, e um grupo de líderes Wurundjeri, para a compra de terras em torno de Port Phillip, perto do local atual de Melbourne. O documento veio a ser conhecido como o Tratado de Batman e é também considerado importante por ter sido a primeira e única vez documentada em que Europeus negociaram sua presença e ocupação de terras Aborígenes diretamente com os proprietários tradicionais. O chamado tratado foi implicitamente declarado nulo em 26 de agosto de 1835 pelo Governador de Nova Gales do Sul, Richard Bourke.

## Realização do Tratado
Em janeiro de 1827, John Batman e Joseph fizeram um requerimeto por uma concessão de terras em Port Phillip, que era na época parte da colônia de Nova Gales do Sul.
 Os peticionários afirmaram que eles estavam preparados para levar com eles ovelhas e gado no valor de €4000 a €5000. O requerimento foi recusado, dado como inconsistente com a Ordem dos Dezenove Municípios.
Em 1835, Batman preparou-se para navegar para Port Phillip a fim de explorar a área. Gellibrand, um advogado, preparou uma proposta de escritura para Batman levar na sua viagem, no caso de esbarrar com uma oportunidade de usá-la. A escritura previa uma transferência de um montante de terra e o pagamento de um tributo anual. Em 10 de Maio de 1835, Batman partiu na escuna de 23 toneladas, Rebecca, de Launceston para o continente. A expedição incluíu mestre Harwood, o camarada Robert Robson, três marinheiros, sete rapazes Aborígines de Parramatta, dos arredores de Sydney, Nova Gales do Sul e outros três homens brancos, James Gumm, William Todd e Alexander Thomson. O grupo finalmente atracou em Port Phillip em 29 de Maio de 1835, atrasados pelo mau tempo. Ao ouvir um cão nativo uivando, eles desembarcaram em Indented Head para investigar. Depois de deixar seus próprios cães brincarem com o cão nativo, eles o levaram para o mar e lhe deram um tiro. Ao longo da próxima semana, eles exploraram a área ao redor da Baía, primeiro em Corio Bay, perto do local atual de Geelong, e mais tarde subindo pelos rios Yarra e Maibyrnong, ao norte da Baía.
O grupo de Batman encontrou-se com povos Aborígines várias vezes, lhes presenteando com mantas, lenços, açúcar, maçãs e outros itens, e recebendo em troca presentes como cestos e lanças. No dia 6 de junho, Batman se reuniu com oito líderes Wurundjeri, incluindo ngurungaetas Bebejan e três irmãos com o mesmo nome, Jika Jika ou Billibellary, que eram os proprietários tradicionais das terras ao redor do Rio Yarra.
Por 600.000 hectares de Melbourne, incluindo a maior parte da terra já dentro da área suburbana, Batman pagou 40 pares de cobertores, 42 machadinhas, 130 facas, 62 pares de tesouras, 40 óculos, 250 lenços, 18 camisas, 4 casacos de flanela, 4 naipes de roupas e 68kg de farinha de trigo.

## Local de assinatura do Tratado
.
O

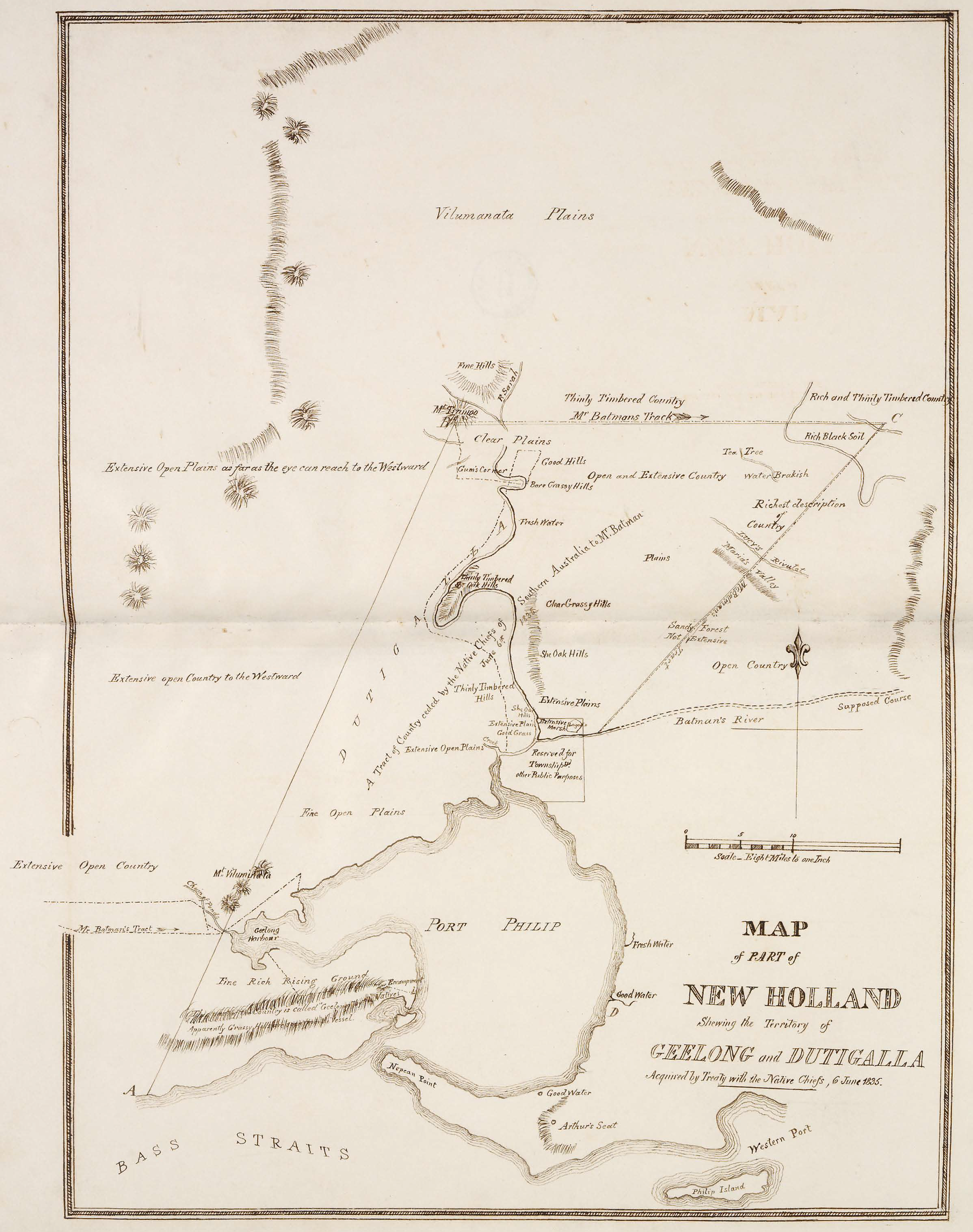
Mapa de 1835 mostrando a área de Port Phillip, afirmando que esta é a terra "..adquirida através de um Tratado com os Chefes Nativos, 6 de junho de 1835"

A reunião com os líderes Aborígenes se deu na margem de um pequeno riacho, cujo Batman descreveu em seu diário como uma "amável corrente de água". Embora a hidrovia e localização precisas não foram dadas, historiadores do século 20 suspeitam que uma provável localização pode ter sido Merri Creek, onde é atualmente Northcote. Localizações alternativas têm sido sugeridas como sendo Plenty River perto de Greensborough, Edgars Creek, e Darebin Creek. Estas foram, geralmente, com base na análise da descrição da viagem dada no diário. No entanto, existem algumas sugestões de que o período crítico no diários foi manipulado de modo a permitir que um maior trato de terra podesse ser obtido.
Harcourt identifica o local da assinatura do tratado como sendo "West Bend", uma curva de Merri Creek na extremidade ocidental de Cunningham Street, Northcote, oposto à Estação Rushall. 37° 46′ 57″ S, 144° 59′ 32″ LCoordenadas: 37°46'57"S 144°59'32"E / 37.782472°S 144.992288°E .
Ele baseia-se em uma série de provas incluindo tradições orais, a descrição do local segundo John Pascoe, marcadores comemorativos e cerimônias anteriores, interpretação de marcos em descrições contemporâneas, e, mais tarde, representações, tais como a pintura do evento por Burtt, que pode ter sido concebida depois de discussões com os participantes da expedição de Batman. Em 2004, um bloco de concreto de 45 centímetros quadrado  foi encontrado durante obras na Cidade de Darebin, que agora incorpora Northcote; o topo do bloco pintado de branco tem quatro parafusos verticais de aço e uma camada de cola, o que indica que tinha sido usado como base para uma placa.

## Rertorno para Hobart
Em 8 de junho, ele escreveu em seu diário: "O barco foi até o grande rio... e... Fico feliz em afirmar que após cerca de seis quilômetros encontrei o Rio, com água boa e muito profunda. Este será o lugar para uma aldeia." A última frase mais tarde se tornou famosa como o "alvará fundador" de Melbourne,
 e nomeou a terra "Batmania".
Depois de deixar oito homens, dos quais três eram brancos, com três meses de suprimentos, disse-lhes para construir uma cabana e iniciar um jardim, Batman e a Rebecca voltaram para Launceston em 14 de junho. Aqui, Batman mostrou a John Helder Wedge, onde ele tinha explorado e, a partir desses detalhes, Wedge preparou o primeiro mapa de Melbourne (publicado em 1836), mostrando a localização que Batman tinha escolhido como o local para a "aldeia" e a divisão da terra entre os membros da associação.
Vários dias depois de seu retorno, Batman escreveu para o Governador da Tasmânia, George Arthur, informando-o do tratado e dos planos da Associação de colocar 20.000 ovelhas nas terras adquiridas. De acordo com a petição de Batman para George Arthur, Batman e Wedge iriam proceder imediatamente ao distrito com o estoque e só servos casados (com suas esposas) seriam autorizados a acompanhá-los. Arthur não estava satisfeito com as ações da Associação e escreveu para o Governador de Nova Gales do Sul, Richard Bourke.
Wedge saiu de Launceston em 7 de agosto de 1835, para estabelecer um acordo sobre as novas terras da Associação. Depois de parar no Rio Barwon, Wedge foi para o Rio Yarra, onde ele encontrou um grupo enviado por John Pascoe Fawkner. (Fawkner chegou apenas em outubro). Wedge contou a Fawkner do tratado, mas Fawkner não saiu, indeferindo o tratado como inútil.

## Controvérsias sobre o tratado
Em 26 de agosto de 1835, o Governador Bourke emitiu uma Proclamação onde declarou formalmente que acordos como o Tratado de Batman eram "nulos e de nenhum efeito contra os direitos da Coroa" e declarou que qualquer pessoa em "terras vagas da Coroa" sem a autorização da mesma seria considerada como cometedora de invasão de propriedade. A proclamação foi aprovado pelo Colonial Office, em 10 de outubro de 1835. A oposição oficial ao tratado era que Batman tinha tentado negociar diretamente com o povo Aborígine, a quem os Britânicos não reconheciam como tendo qualquer reivindicação a quaisquer terras na Austrália. além disso, Batman tinha comprado as terras para a Associação, e não para a Coroa.[carece de fontes?]
A validade do tratado tem sido amplamente contestada. É possível que as marcas que Batman alegara ser as assinaturas dos oito líderes Wurundjeri possam ter sido feitas por um dos cinco rapazes Aborígines que ele trouxe consigo de Parramatta, uma vez que elas se assemelham a marcas comumente utilizada pelos povos indígenas da área. Além disso, uma vez que nem Batman, nem os Aborígines de Sydney e nem os Wurundjeri falavam algo que sequer se aproximasse da mesma língua, é quase certo que os líderes não entenderam o tratado, em vez disso, provavelmente, o interpretaram-no como sendo uma parte da série de trocas de presentes que haviam ocorrido ao longo dos últimos dias cuminando numa cerimônia tanderrum que permite o uso e acesso temporário da terra. Em qualquer caso, o sistema Europeu de compreensão de propriedade era totalmente estranho para quase todos os povos Aborígenes. No entanto, o tratado tem sido elogiado como a única tentativa documentada de chegar a um acordo para o uso de terra entre colonos brancos e os povos Aborígines locais. O tratado é significativo, mais amplamente, por ser a primeira e única vez documentada que Europeus na Austrália negociaram a sua presença e ocupação de terras Aborígenes. Batman manteve até sua morte, em 1839, que o tratado foi válido.
Alguns historiadores continuam a assumir que o tratado era uma falsificação, mas as lembranças do Líder Aborígine, Barak, que esteve presente na assinatura do tratado quando era menino, estabeleceu que Batman, com a ajuda dos Aborígenes de Nova Gales do Sul, de fato, participou de uma cerimônia de assinatura.
De qualquer maneira, embora o documento veio a ser conhecido como "O Tratado de Batman", ele não classifica a si mesmo e sua terminologia chave é de propriedade particular, não pública: "Proclamamos-nos Herdeiros e Sucessores Outorgamos Enfeudamento e confirmamos o dito por John Batman seus herdeiros e cessionários". Isto seria, ou, mais exatamente, é o que o acordo registra, o que mais tarde veio a ser denominado como um "tratado privado", uma venda entre partes privadas em termos negociados.